# TreeBASE
TreeBASE  è un deposito di dati filogenetici pubblicati in riviste scientifiche. Negli studi di filogenetica, i dati di ricerca sono raccolti o generati come osservazioni comparative (es.: matrici di stato del carattere o allineamenti multipli in sequenza) create in un insieme di taxa, metadati sui taxa, e gli alberi filogenetici che sono afferenti alla migliore descrizione delle relazioni evolutive tra i taxa.
Il progetto nacque nel 1994 con un finanziamento della National Science Foundation statunitense.
Una riprogettazione ricominciò sotto il progetto CIPRES nel marzo 2010, a cui fu finanziata in aggiunta un'interfaccia web service RESTful con infrastrutture di ricerca CQL  e National Evolutionary Synthesis Center (NESCent), che ospita la base di dati e il web server.